# Elektrïck Mann
Elektrïck Mann je hudební skupina z Valašského Meziříčí zpívající v žánru alkorap, hard-core, punk a hip-hop. Texty jsou nejčastěji komické příběhy, které zažívají jejich hlavní hrdinové – nejčastěji loseři z maloměsta, kteří jsou díky svému otevřenému životnímu stylu konfrontováni s realitou života ve státním zřízení, což s sebou přináší množství humorných situací. V textech se objevuje celá řada originálních výrazů a slovních hříček, které kapela převzala z nářečí, častěji je však sama zavedla (např. ZABUBLAT – dát si pivo, PODHULIT – zkouřit se...). Jako jedna z prvních českých hip-hopových kapel použili Elektrïck Mann ve svých textech explicitní výrazy a šokovali svým divokým životním stylem, který otevřeně glosovali ve svých skladbách např. „…Chci to moc do žíly, aby jsme to přežili a trochu si užili…“ V textech je rovněž často velké množství narážek na nestandardní mezilidské vztahy a drogovou problematiku.
Elektrïck Mann jsou od počátku svébytným endemitem, který nebyl nikdy adorován hip-hopovou, punkovou ani metalovou komunitou. Často byli spojování s žánrem Alko Rap, sami členové pojmenovali žánr ve kterém tvoří jako Punk Smoke. Kořeny uskupení jsou spojeny s nechvalně proslulou valašskomeziříčskou čtvrtí „Zašovské ghetto“.
Dne 21. listopadu 2015 zemřel, na následky alkoholismu, Ice-B (Jan Bezděk), dlouholetý zpěvák a frontman kapely.
Vzhledem k úmrtí ikonického frontmana v roce 2015 předpovídali bývali spolupracovníci kapely její rozpad, aniž by si uvědomili fakt, že ICE-B napsal poslední track před cca deseti lety na desku Kokar Pičkan (2006). Hned prvním singlem po této události „Protože musím“ (2017) se MC Mukas s těmito hlasy vyrovnal a následovala série úspěšných singlu Tralala Tralala feat. řezník, Pátek, kterou zakončilo album Tlustopéráci jedou (2019).
Ve druhé polovině roku 2024 ukončil plánovaně kariéru MC L.S.I. a kapela ohlásila na rok 2025 album VÁŽENÍ PŘÁTELÉ v produkci Martina Rainera.

## Diskografie
- Hrubý styl (2001) – Demo CD
- Hrubý styl (2002) – CD
- Zhorovy streety (2004) – CD
- Hrubý styl + Zhorovy streety (2005) – 2CD
- Kokar pičkan (2006) – CD
- Kokar pičkan (2007) – DVD
- Live (2008) – MP3, internet
- Kundodrom (2011) – CD
- 20 rumů zpět (2016, best of k dvaceti letům) – CD
- Tlustopéráci jedou (2019) – CD
- Všechno co mám rád je zakázané (2021) – EP
- V.I.P.iče feat. Vojtaano, Zeller (2022) – singl
- Ruka s jointem (2023) – singl
- Holky jsou nahoře bez (2023) – singl
- Problém feat. Markéta Irglová (2023) – singl
- Chtěl bych hrát na tvůj aparát feat Vojtaano (2024) - singl
- Ale ty ne! (2025) - singl

## Nejznámější písně
- Všechno co je od B je dobré (Hrubý styl)
- Když chceš hamburger dej si párek (Hrubý styl)
- Jaks ji šukal(Kokar pičkan)
- Máma (Kokar pičkan)
- Kokain (Kokar pičkan)
- To mi dělá dobře na čůráka (Kundodrom)
- Rande (Kundodrom)
- Protože musím!
- Pátek
- Dodávka feat. Mucha
- Všechno co mám rád je zakázané
- Holky jsou nahoře bez